# Astragalus hyrcanus
Astragalus hyrcanus es una especie de planta del género Astragalus, de la familia de las leguminosas, orden Fabales.

## Distribución
Astragalus hyrcanus se distribuye por Azerbaiyán y Cáucaso.

## Taxonomía
Fue descrita científicamente por Pall. Fue publicada en Sp. Astragal.: 25 (1800).